# Danse de la pluie

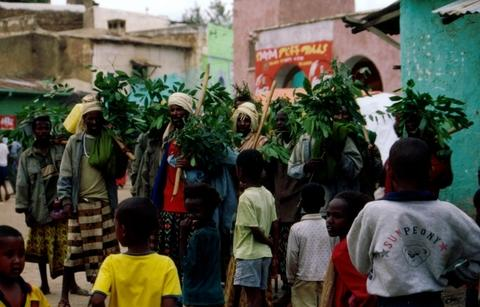
Une danse de la pluie exécutée dans le Harar-est de l'Éthiopie.

La danse de la pluie est une danse de cérémonie effectuée dans le but d'appeler la pluie et d'assurer la protection des récoltes.
Des versions de la danse de la pluie existent dans beaucoup de cultures, de l'Ancienne Égypte à certaines tribus native-américaines.
On la trouve encore de nos jours chez les Berbères du Maghreb (Anzar) et dans les Balkans dans un rituel appelé Paparudă ou perperuna. Leur danse est composée de gestes simples : les gens frappent dans leurs mains au rythme de percussions (des tambours improvisés de poêles) et récitent une incantation,. De nos jours, ce rituel n'est plus respecté. Les Paparudă restent une légende transformée en spectacle.
Il existe également plusieurs sites en Afrique où des peintures rupestres représenteraient des cérémonies et des danses pour la pluie. Il s’agit notamment des sites rocheux de Konoa en Tanzanie et de Chungoni au Malawi,.

## Tradition amérindienne

### Chez les Cherokee
La tribu des indiens Cherokee réalisait des danses de la pluie à la fois pour faire pleuvoir et pour purifier la terre des esprits mauvais. Dans la légende de la tribu, la pluie ainsi invoquée contient les esprits des anciens chefs, qui combattent les esprits mauvais dans un plan intermédiaire entre notre réalité et le monde des esprits.
Des plumes et des turquoises sont portées durant la cérémonie, symbolisant respectivement le vent et la pluie.

### Chez les Hopi
Chez les Indiens Hopi, la danse de la pluie consiste à demander la pluie auprès des Dieux, en cas de grande sécheresse. Les chamans de la tribu recueillent des crotales, qu'ils déposent dans un récipient, puis après avoir formulé des incantations, ils effectuent une procession où ils imitent les ondulations des reptiles. Enfin ils prennent les serpents entre leurs dents, et ceux-ci ne pouvant mordre, s'agitent et participent contre leur gré à la danse. La fin de la cérémonie consiste à jeter les crotales en l'air, puis ceux-ci sont censés regagner leur terrier en indiquant aux dieux que les hommes ont besoin de la pluie.
Ce rituel, pratiqué encore à l'heure actuelle dans les réserves Hopis, offre un spectacle apprécié des touristes.

## Tradition africaine

### Chez les Bëti
Chez les Bëti, au Cameroun, la danse de la pluie porte le nom de Mevungu.

### Chez les Bassa
Chez les Bassa, au Cameroun, la danse de la pluie s'appelle Ko'o (escargot). C’est une danse qui est exclusivement réservée aux femmes, elle n’est exécutée que lors des rituels de procréation et de fertilité.

## Raison d'être
La pratique des danses de la pluie et leur rôle et utilité dans les sociétés qui les pratiquent est complexe. Si les croyances en tant que telles peuvent être bien réelles, la croyance en la magie de la danse et en la nécessité d'apaiser une puissance supérieure, ce n'est pas leur seule raison d'être. Ainsi, pour Bronisław Malinowski, se basant entre autres sur ses études aux îles Trobriand (Mélanésie), la danse de la pluie n'avait pas pour but de faire venir la pluie mais de souder le groupe face aux épreuves à venir. Il ne s'agit pas tant d'une technique permettant de résoudre un problème mais d'un moyen d'affronter ensemble l'incertitude.